# おまじないを君に
「おまじないを君に」（おまじないをきみに）は、つるうちはなの配信限定シングル。

## 概要
前作「I AM ア 人間だもん ep.」より約8年ぶりとなる配信限定シングル。作詞作曲はつるうち自身が手がけ、編曲は湯浅篤が担当した。
本作はメジャーデビューアルバム『サルベージ』のリリースに先立ち、配信された楽曲である。ジャケット写真に登場しているモデルは、avandonedのメンバーの出雲にっきで、ミュージック・ビデオにも不登校で引きこもっており自室で母が作った弁当を食べる女子中学生役で登場している。

## 収録曲
1. おまじないを君に（3:54）
（作詞・作曲：つるうちはな / 編曲：湯浅篤）
つるうちが友人を励ますために書いた楽曲[1]。
ミュージック・ビデオは、森岡千織が監督を務めた作品で、広い世代の女性達の朝食のシーンを中心にまとめられ、「毎日がより良くなるためのおまじないは、案外シンプルなもの」というメッセージ性が込められた映像になっている。同ミュージック・ビデオには、犬飼はる・出雲にっき（avandoned[注釈 1]）、まきちゃんぐ、Nakanoまる、リカチャンネル（The Broken TV／四丁目のアンナ）、イナダミホと4人の実子[注釈 2]、つるうちの実母など、つるうちとゆかりのある人物が出演している[5]。

## 収録アルバム
- サルベージ